# Фрай-Хорхе (национальный парк)
Фрай-Хорхе — национальный парк Чили. Вместе с национальными парками Талиней и Пунта-дель-Фиенто образует одноимённый биосферный резерват.

## Физико-географическая характеристика
Национальный парк Фрай-Хорхе расположен в провинции Лимари (регион Кокимбо) около муниципалитета Овалье. По
данным protectedplanet площадь национального парка составляет 89,889148 км2. До парка можно добраться по трассе 5, свернув с неё на 387 км по маршруту D-540 и проехав через сельскохозяйственные районы, или по трассам D-505, D-535 от Овалье. Некоторые участки парка доступны только для полноприводных автомобилей.

## Флора и фауна
На территории резервата произрастает 440 видов местной флоры, из них 266 видов являются эндемиками Чили. По данным BirdLife International на территории национального парка обитают такие виды птиц как (Nothoprocta perdicaria), (Pteroptochos megapodius), (Scelorchilus albicollis), (Pseudasthenes humicola), (Mimus thenca).

## Взаимодействие с человеком
Парк был создан в 1941 году. Управляющей организацией является CONAF — национальная лесная корпорация. По парку проложено несколько достаточно простых пешеходных маршрутов, включая маршруты для людей с ограниченными возможностями.